# مخدر موضعي

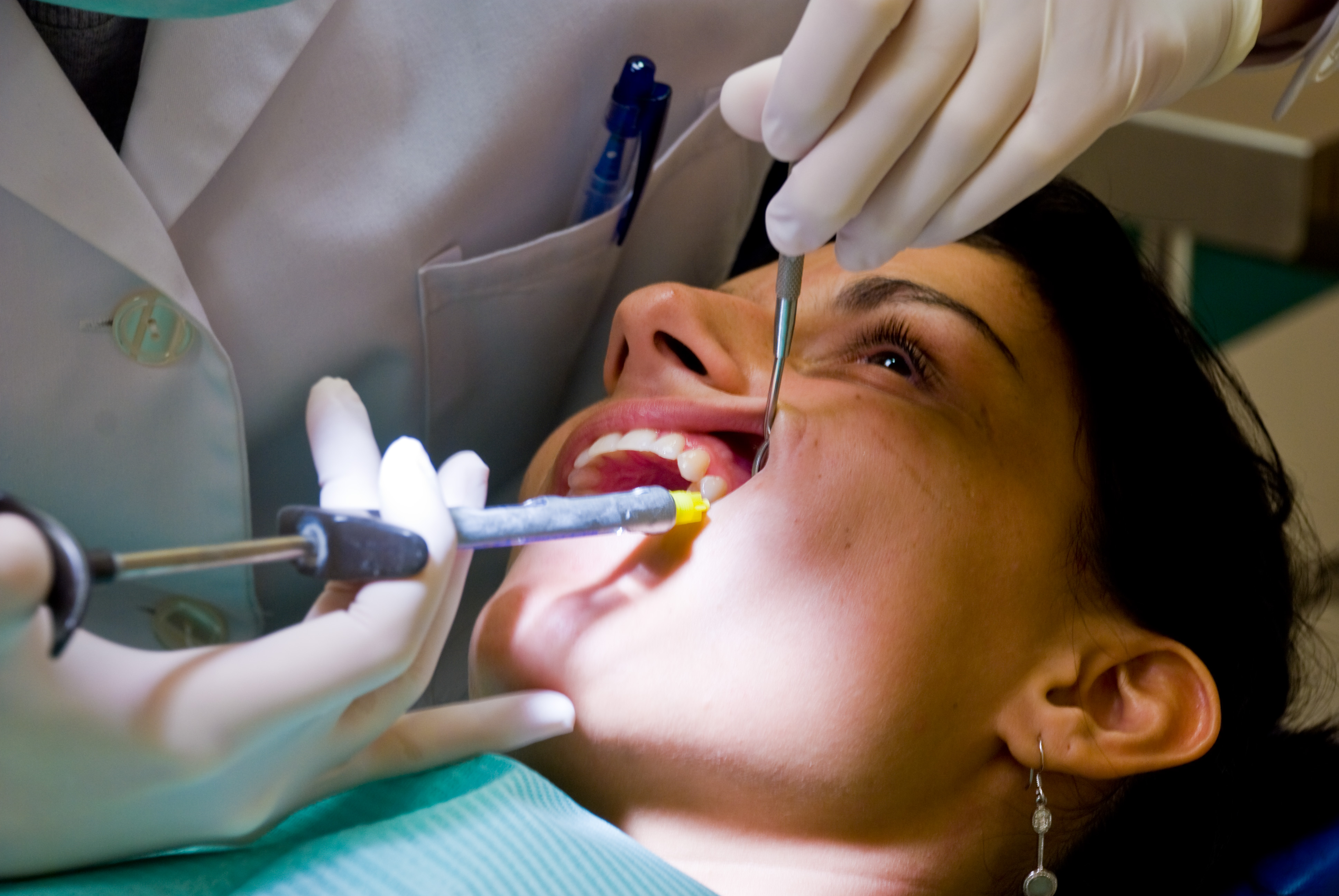

يعمل المخدر الموضعي على تخدير جزء من سطح الجسم، ويمكن استخدامه لتخدير أي منطقة في الجلد وجراحات الجزء الأمامي من العين، وداخل الأنف والأذن والحلق وفتحة الشرج والأعضاء الجنسية. تتوافر المخدرات الموضعية في بشكل مرهم وكريم، وبخّاخ موضعي، وجيل. من الأمثلة على المخدرات الموضعية البنزوكين، البيوتامبين، الديبوكين،
الليدوكين،
الأوكسيبروبيوكين، البراموكسين،
التتراكين، وتشتق كل تلك المواد من الكوكايين الطبيعي المستخرج من نبات الكوكا والذي ما زال يستخدم في بعض التقنيات الجراحية.

## التركيب الكيميائي
تتكون المخدرات الموضعية من مجموعتين كيميائيتين الأولى حلقة أروماتية محبة للدهون وسلسلة أمينية محبة للماء ترتبطان معاً بسلسلة بينية رابطة إما أن تكون أميدية أو إسترية، وبحسب السلسة الرابطة تقسم المخدرات الموضعية إلى مجموعتين: أمينوالأميد، وأمينوالإستر.
والفرق من الناحية الطبية هو أن رابطة الإستر تتحلل في الأنسجة عن طريق إنزيم الكولين استراز بينما يتم تفكيك الرابطة الأميدية في الكبد.
تاريخياً تعتبر مادة الكوكائين هي المادة الأم لكل المخدرات الموضعية، غير أن المخدرات الموضعية المستخدمة الآن تختلف عن المركب الطبيعي الكوكائين بأنها لا تمتلك أي قدرة على توليد إدمان، وليس لها أي أثر على الجهاز العصبي الودي، أي أنها لا تولد أي ارتفاع ضغط الدم (بالإنجليزية: hypertension)‏ أو انقباض وعائي (بالإنجليزية: vasoconstriction)‏ محلي.

## آلية عمل المخدرات الموضعية
تعمل المادة المخدرة على إعاقة حركة الإشارة الكهربائية على امتداد المحور العصبي وذلك من خلال إعاقة عمل قنوات الصوديوم في جدار الخلية العصبية (بالأحرى جدار المحور) وبالتالي لا يتكون كمون الفعل. هذا التعطيل يؤدي إلى فصل الطرف عن المركز، فإشارة الألم تبقى في الطرف دون أن تتجاوز نقطة التخدير، وبالتالي لا يتم إدراكها أو الإحساس بها من الدماغ، وبالمقابل فالأوامر الواصلة من الدماغ إلى الأطراف أيضا لا تصل، وبالتالي يصبح الطرف مشلولاً طيلة فترة قطع الاتصال هذه.

## الاستخدام
يستخدم المخدر الموضعى لازالة الألم والحكة الناتجة عن حرق الشمس أو الحروق الصغرى، ولدغات الحشرات، واللبلاب السام، والبلوط السام، والقطوع الصغيرة والخدوش.
ويستخدم المخدر الموضعى في الرمد وفي قياس حدة الإبصار لتخدير سطح العين(الطبقة الخارجية من القرنية والملتحمة)
وذلك في الحالات التالية:
- قياس توتر السطح
- إجراء اختبار شريمر
- ازالة أي جسم غريب من الجزء العلوى من القرنية والملتحمة. وكلما زاد عمق وحجم الجسم الغريب كلما زادت كمية المخدر التي يحتاجها لتخدير سطح العين لازالة الجسم الغريب من القرنية والملتحمة.

في طب الأسنان، يستخدم المخدر الموضعى لتخدير تجويف الفم قبل استخدام مخدر فعلى للاسنان لأنه يتطلب ادخال ابرة في أنسجة الفم الرخوة.

## المدة
تعتمد مدة فعالية المخدر على الكمية والنوع المستخدم، ولكن عادة ما تستغرق حوالى نصف الساعة.

## الإدمان الناتج في حالاتتخدير العين
كثرة استخدام المخدر الموضعى في العين تتسبب في التدمير الشديد والدائم لأنسجة القرنية وقد تتسبب بفقدان العين. التعود على مخدر العين الموضعى يشوش على التشخيص الصحيح للحالة ففى حالة التهاب القرنية المزمن قد يتم تشخيص حالة التهاب القرنية الشوكى بسبب الأكانثاميبا والتهاب القرنية بسبب عدوى بكتيرية على أنه التهاب مزمن للقرنية. في حالة عدم استجابة التهاب القرنية للعلاج مصحوب بألم شديد في العين، يوضع في الاعتبار إدمان المريض لمخدر العين الموضعى، كذلك الاضطرابات النفسية وإدمان مواد أخرى تبين تورطها كعامل مهم في التشخيص. ولأنه يمكن إدمانه، فتم تحذير أخصائيي العيون من السرقة وحذر عليهم كتابة المخدر الموضعى لاغراض علاجية.
بعض المرضى الذين يعانون من ألم بالعين، والذي يعد ألم عصبى بسبب تهييج الأعصاب في القرنية والملتحمة، لسوء الحظ يحاول المريض الحصول على الأوكسيبروكين oxybuprocaine أو أي مخدر موضعى آخر واستخدامه سرا لتخدير ألم عينيه، وينتهى به الحال إلى تلف أو تدمير تام في القرنية (دائرة مغلقة تتسبب في المزيد من الألم). غالبا ما ينتهى الحال بهذا المريض إلى زراعة قرنية.
في حالة ألم العين المستمر أو المزمن، خاصة الألم العصبى، ينصح باستخدام مادة فعالة مركزيا كمضادات الصرع (بريجابالين، جابابنتين، وفي الحالات الشديدة كاربامازبين) أو مضادات الاكتئاب مثل (SSRIs أو tricyclic antidepressant amitriptyline). حتى الكميات الضئيلة من مضادات الاكتئاب ومضادات الصرع يمكن أن تقلل من حدة ألم العين دون أن تتسبب في تدميرها.